# 間面記法
間面記法（けんめんきほう）とは、日本建築において平安時代から南北朝時代にかけて用いられた、建物の寸法をあらわす記法である。身舎の梁行柱間を「間」、庇の数を「面」であらわす。

## 歴史

### 間面記法の成立
古代の建築は、八幡造に典型的な双堂といった例外をのぞけば、柱と梁から構成される身舎（もや）と、それを延長する一段低い構造の庇（ひさし）からなる構造を基本としていた。柱の間隔は梁や桁に用いる材の長さによって規定されるため、おおむね3メートル以内におさまることとなった。奥行きについては空間を広くとるため、柱間2つ分の長い梁を渡したが、これ以上長くすることは難しかった。

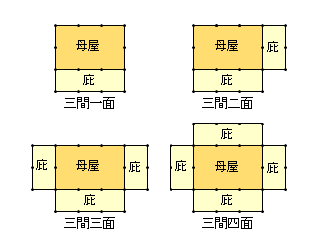
間面記法の例

建築の規模を表記する方法としてはまず絶対寸法によるものがあり、たとえば天平19年（747年）の『法隆寺伽藍縁起并流記資財帳』には法隆寺金堂の寸法が「長四丈七尺五寸、広三丈六尺五寸」と記されている。一方で、柱間の数を記すだけでもおおまかな寸法は自明にわかることから、『正倉院文書』に、天平宝字6年（762年）に、石山寺仏堂造営に際し「仏殿壱宇五間在四方庇」の堂を営んだとあるよう、稀に身舎の柱間間数だけでその大きさを記す記法があらわれるようになってくる。平安時代初期の9世紀に入るといよいよこのような記法が一般的なものとなっていき、実寸法による表記は元慶7年（883年）の『観心寺資材帳』あたりを最後にしてしばらく見られなくなる。貞観3年（861年）の『宇治院資財帳』には「五問檜皮葺堂在板庇南北」、承平元年（931年）の『神護寺実録帳』には「十九間檜皮葺僧房在三面板葺庇」とある。
こうした記法はさらに簡略化され、10世紀の中頃までには庇の数を「面」であらわす、いわゆる間面記法が成立する。長元8年（1035年）の『元興寺堂舎損色検録帳』や保延6年（1140年）の『七大寺巡礼私記』などは間面記法を採用する。

### 間面記法の崩壊
しかし、こうした間面記法は建物がごく単純な身舎・庇構造である前提がなければ機能しない。古代建築における仏堂はあくまで仏像を安置するための空間であり、礼拝者が入ることは想定されていなかったが、中世に入ると、密教寺院などにおいて、礼拝者の空間である礼堂が伽藍の一部として組み込まれるようになる。野屋根の誕生により、それまでの身舎・庇構造においては限度があった奥行き方向への屋根の拡張も比較的自由におこなえるようになった。
また、寝殿造においても北面が常御所として発展するようになり、中世までには身舎・庇構造から脱却することになる。このようにして、間面記法はその前提が崩されることとなった。南北朝時代ごろを最後に間面記法は廃れ、「面何間、奥何間」といった記法が代わりに用いられるようになる。室町時代の中期までには、間面記法はその知識自体が曖昧なものとなっていった。
江戸時代にはふたたび絶対寸法による平面表記が一般的なものとなったものの、間面記法もしばしば誤った形で使われた。たとえば、慶長12年（1608年）の『匠明』をはじめとする、近世の木割書においてはしばしば間面記法のような表記が現れるが、ここでは「間」を全体の桁行、「四面」を単に「四方」の意味で解釈し、いわゆる一間四面堂を「三間四面」と表記するなど、本来の意味とは全く異なる形で間面記法を用いている。また、明治時代には、「間」を桁行、「面」を梁行のことと解釈し、桁行5間・梁行5間の建物を「五間五面」と表記するといった、太田博太郎いわく「はなはだしい誤り」も見られた。しかし、これでは法隆寺金堂が「三間四面」であることが解釈できないとして、「三間」は母屋桁行柱間数、「四面」は梁行柱間数を示すといった解釈もおこなわれた。しかし、足立康は、昭和8年（1933年）の「中古に於ける建築平面の記法」においてこれらの解釈を間違いであると論じ、現在においては足立の説が正確な解釈であると考えられている。